# Oenopotella
Oenopotella é um gênero de gastrópodes pertencente a família Mangeliidae.

## Espécies
- Oenopotella ultraabyssalis Sysoev, 1988